# Misaki (Okayama)
Misaki (美咲町 Misaki-chō?) es un pueblo localizado en la prefectura de Okayama, Japón. En junio de 2019 tenía una población estimada de 13.411 habitantes y una densidad de población de 57,8 personas por km². Su área total es de 232,17 km².

## Geografía

### Localidades circundantes
- Prefectura de Okayama
  - Okayama
  - Tsuyama
  - Akaiwa
  - Mimasaka
  - Maniwa
  - Kumenan
  - Shōō
  - Kibichūō
  - Wake

## Demografía
Según los datos del censo japonés, esta es la población de Misaki en los últimos años.
| Año del censo | Población |
| ------------- | --------- |
| 1995          | 18.254    |
| 2000          | 17.562    |
| 2005          | 16.577    |
| 2010          | 15.642    |
| 2015          | 14.432    |